# Potsdam, New York (township)

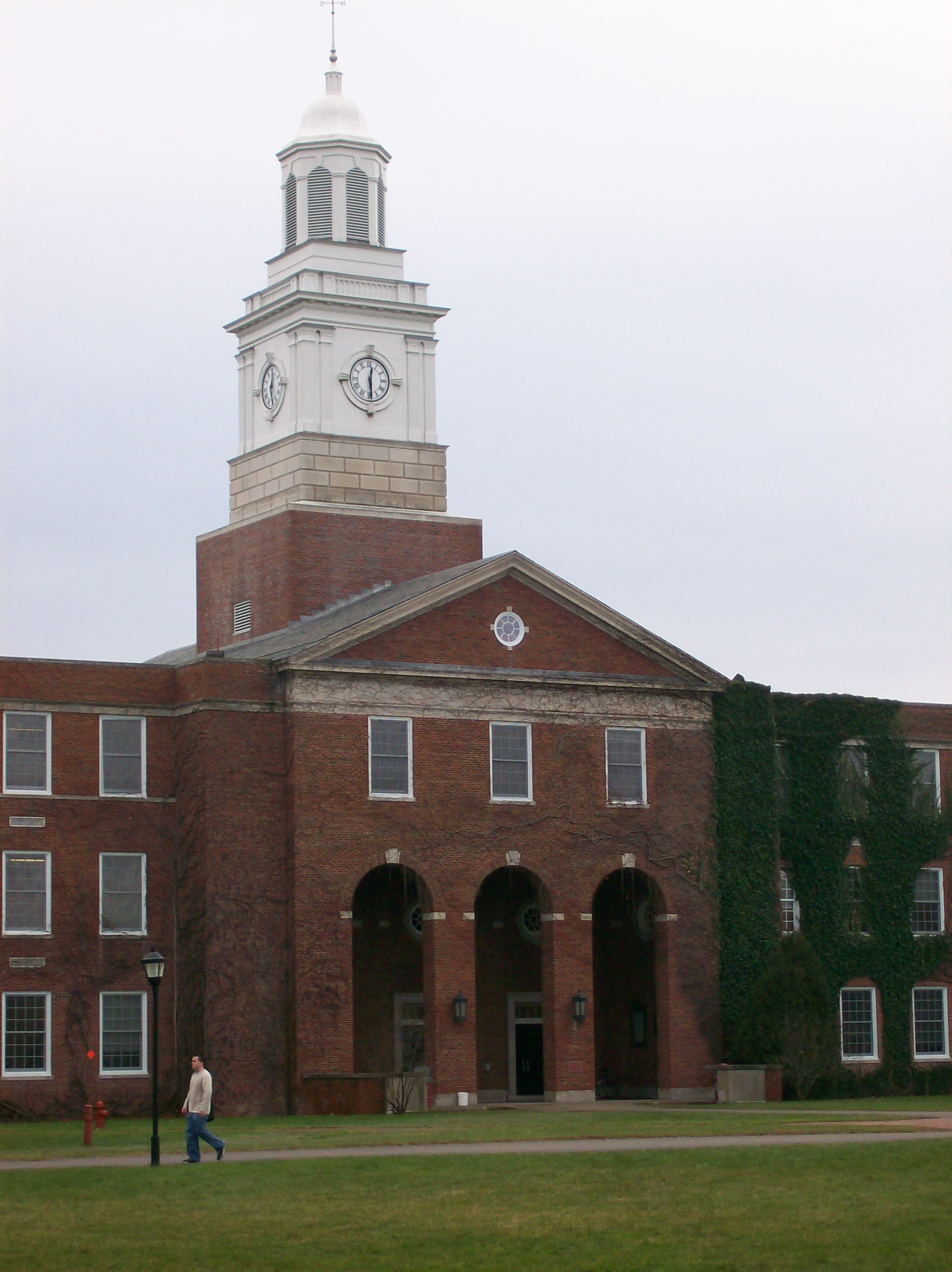
Satterlee Hall på SUNY Potsdams campus.

Potsdam, engelska: Town of Potsdam, är en kommun (township) i norra delen av delstaten New York i USA, belägen i St. Lawrence County. Kommunen hade 17 029 invånare vid 2010 års folkräkning.
Kommunen innesluter orten Potsdam, Village of Potsdam, en universitetsstad som administrativt utgör en självständig kommun.

## Orter och platser
Potsdam och Norwood utgör självständiga kommuner (som incorporated communities).
- Bucks Bridge
- Burnhams Corners
- Casey Corners
- Crary Mills
- Hewittville
- Norwood, "Village of Norwood", tidigare kallad "Raquetteville" och "Potsdam Junction."
- Potsdam, "Village of Potsdam"
  - Clarkson University, privat universitet med universitetscampus i sydvästra delen av orten Potsdam
  - SUNY Potsdam, delstatsuniversitet med campus i sydöstra delen av orten Potsdam
- Potsdam Municipal Airport - Damon Field (PTD)
- Sissonville
- Slab City
- Stafford Corners
- Sugar Island
- Unionville
- West Potsdam